# Духовное кунг-фу
«Духовное кунг-фу» (кит. 拳精, англ. Spiritual Kung Fu, букв. Кулак призрака) — боевик с восточными единоборствами. В Советском Союзе также был известен под названиями «Астральное кунг-фу», «Кунг-фу с привидениями», «Призрак».

## Сюжет
Лун Ятлон, сирота, воспитанный слепым мастером Вай Хуном из монастыря Шаолинь на горе Сун, по своему характеру был остроумным, но озорным парнем. По этой причине Вайхун воспитывал его в исключительно строгой дисциплине.
Однажды ночью Ятлон собирает своих соучеников, некоторые из которых монахи, за территорию монастыря отведать супа из мяса животных. За эту провинность Ятлона заставляют переписывать книги в зале священных писаний. Для парня это становится суровым испытанием.
Однажды ночью руководство «семь смертельных кулаков» похищают из зала священных писаний, а подозреваемым становится Вайнг, охранявший зал. Это руководство с техникой боя было запрещено для изучения из-за своей порочности и из-за наличия всего одной техники, способной противостоять ей — «кулаки пяти стилей», которая была уничтожена в огне много лет назад. Опасаясь, что знания из книги могут стать причиной кровопролития во всём боевом мире, настоятель Шаолиня, Ваймин, заперся на сто дней для медитаций.
С тех пор проходят слухи о призраках в зале священных писаний. Все начинают бояться, кроме Ятлона, который изъявляет желание охранять зал ночью. Действительно, призраки появляются, но как выяснилось затем, это пять духов из сожжённой книги «кулаков пяти стилей». Проводя встречи с Ятлоном по ночам, духи обучают его своему боевому искусству.
Вскоре жестокость техники «семи смертельных кулаков» даёт о себе знать. Избранный глава боевого мира, Сэк Инфун, отправляется в Шаолинь вместе со своей дочерью, Сэк Фун, для решения возникшей проблемы. Там, Фун знакомится с Ятлоном, и вскоре оба проявляют симпатию друг к другу.
Главу боевого мира убивают, когда тот ожидает прихода настоятеля, и единственной зацепкой становится отпечаток ладони на груди убитого. Мастера Вайнг, единственного знающего технику кровавой ладони, как главного подозреваемого запирают в зале раскаяния до завершения дополнительных разбирательств. Тем не менее, Фун, полная решимости покарать виновного, предпринимает попытку убить Вайнг, но её останавливает Вайхун, объясняя, что отпечаток ладони был фальшивкой, поскольку был нанесён с помощью краски. По этой причине истинный виновник до сих пор остаётся неизвестным.
Ситуация ухудшается, когда мастера Вай Чхина находят мёртвым. Вайхун опасается, что Фун и Вайнг станут следующими жертвами, поэтому призывает обоих немедленно покинуть территорию монастыря. Настоятель, тем не менее, приходит в ярость от того, что Вайнг ушёл из зала раскаяния без разрешения, и по этой причине посылает отряд восемнадцати за территорию Шаолиня схватить беглеца. За всем этим наблюдает Ятлон.
Между тем возможные кандидаты на пост главы боевого мира погибают один за другим. Ятлон изъявляет желание отправиться на поиски беглеца Вайнг. До этого момента Ятлон упорно тренируется и в итоге преуспевает в изучении «кулаков пяти стилей». После победы Ятлона над отрядом восемнадцати, согласно традициям Шаолиня, парню позволяют покинуть монастырь.
По прибытии в особняк семьи Сэк Ятлон становится свидетелем того, как боец Лук Чхин угрожает Фун, чтобы заполучить печать главы боевого мира, аргументируя это тем, что все кандидаты на пост мертвы. Развязывается схватка между Чхином и Ятлоном, в ходе которой выявляется равенство сил обоих. Вайннг останавливает схватку, когда Чхин начинает одерживать победу. Посчитав Чхина истинным преступником, Вайнг уверяет, что передаст ему печать в Шаолине в торжественной обстановке.
В назначенный день Лук Чхин со своим помощником и последователи Шаолиня встречаются для решения проблемы. Ввязывается Ятлон, чтобы проверить мастерство прибывшего знатока стиля «семи смертельных кулаков». В ходе схватки Ятлон убивает вмешавшегося помощника Чхина, а затем и его самого с помощью своей техники. Выясняется вся правда от Ваймина: Лук Чхин является его сыном, который прежде похитил редкую книгу с техникой «семи смертельных кулаков», чтобы его сын смог занять пост главы боевого мира, убив всех возможных конкурентов.
Ятлон при содействии духов «кулаков пяти стилей» побеждает настоятеля-преступника.

## В ролях
- Джеки Чан — Лун Ятлон
- Джеймс Тянь — Лук Чхин
- У Вэньсю — Сэк Фун
- Ли Тунчунь[кит.] — Ваймин
- Ли Куань — шаолиньский монах
- Дин Сэк[кит.] — шаолиньский ученик
- Му Сычэн[кит.] — шаолиньский ученик
- Вон Чхин[кит.] — помощник Лук Чхина
- Пан Су Иль — Сэк Инфун
- Ван Гуанъюй — Вайчхин
- Ли Хэ Рён[кор.] — Вайхун
- Ли Вэньтай — Вайнг
- Юань Бяо — один из «призраков»

## Съёмочная группа
- Компания: Lo Wei Motion Picture Co.
- Продюсер: Сюй Лихуа
- Исполнительный продюсер: Ло Вэй
- Режиссёр: Ло Вэй
- Ассистент режиссёра: Чжао Луцзян, Сюй Сюэлян
- Постановка боевых сцен: Джеки Чан
- Ассистент постановщика боёв: Вань Липэн, Пэн Ган, Ван Яо
- Редактор: Лян Юнцань
- Грим: Лян Шаошо
- Оператор: Чэнь Жуншу
- Композитор: Фрэнки Чань[кит.]

## Интересные факты
- Режиссёру Ло Вэю сначала очень понравился сценарий, по его словам он дико хохотал пока читал его. Однако фильм, который в итоге получился даже ему не понравился.
- Джеки Чану сразу не понравился сценарий фильма, он считал его бессвязной смесью сортирного юмора и неуклюжих шуток[6].
- Сцена, когда герой Джеки Чана ищет ингредиенты к своей похлёбке, позднее была заново использована для фильма «Бесстрашная гиена 2».